# ルイーゼ・マリー・フォン・デア・プファルツ
ルイーゼ・マリー・フォン・デア・プファルツ（Luise Marie von der Pfalz, 1647年7月23日 - 1679年3月11日）は、ドイツ系諸侯プファルツ＝ジンメルン家の公女。

## 生涯
ボヘミア王・プファルツ選帝侯フリードリヒ5世の息子であるプファルツ＝ジンメルン公エドゥアルトと、マントヴァ公カルロ1世（シャルル1世）の娘アンヌ・ド・ゴンザーグの間の長女として生まれた。フランス語のルイーズ＝マリー・デュ・パラティナ（Louise-Marie du Palatinat）の呼び名で通っていた。父が1645年に母との結婚に際してカトリック信徒に改宗していたため、2人の妹アンヌ、ベネディクト＝アンリエットとともにカトリックとして育てられた。1671年3月20日にアニエール＝シュル＝セーヌで、神聖ローマ皇帝ヨーゼフ1世に侍従長として仕えたザルム侯カール・テオドールと結婚、間に4人の子をもうけた。
ルイーゼ・マリーの子孫（ザルム家とウルゼル家）は、オルレアン公爵夫人リーゼロッテの子孫（オルレアン家とロレーヌ家）に次いでイギリス王位継承権者の列にあったが、1701年王位継承法が王位継承資格をプロテスタント信徒に限定したために、継承順位から排除された。1715年、祖母ボヘミア王妃エリザベスの子孫の中で、嫡出及びプロテスタントの条件に適合するハノーファー選帝侯がジョージ1世としてイギリス王に即位した。

## 子女
- ルイーゼ（1672年 - ?） - 修道女
- ルートヴィヒ・オットー（1674年 - 1738年） - ザルム侯
- ルイーゼ・アポローニア（1677年 - 1678年）
- エレオノーレ・クリスティーナ（1678年 - 1737年） - 1713年、ウルゼル公コンラッド・アルベールと結婚